# Issa Rae
Jo-Issa Rae Diop (n. 12 ianuarie 1985, Los Angeles, California, SUA), cunoscută sub numele de Issa Rae, este o actriță, scriitoare, producătoare și comediană americană. Rae a atras atenția publică pentru prima dată pentru munca ei la serialul de pe YouTube Awkward Black Girl. Din 2011, Rae a continuat să-și dezvolte canalul YouTube, care include diverse scurtmetraje, seriale web și alt conținut creat de artiști de culoare.
Rae a obținut o recunoaștere mai largă ca co-creatoare, co-scriitoare și vedetă a serialului de televiziune HBO Insecure (2016–2021), pentru care a fost nominalizată la mai multe premii Globurile de Aur și Premiile Primetime Emmy. Cartea ei de memorii din 2015, intitulată The Misadventures of Awkward Black Girl, a devenit un best-seller New York Times. În 2018 și 2022, Rae a fost inclusă în lista anuală Time 100 a celor mai influenți oameni din lume.
Rae a jucat și în lungmetraje, cu roluri în drama The Hate U Give (2018), comedia fantastică Little (2019), filmul romantic The Photograph (2020), comedia romanticăThe Lovebirds (2020) și thrillerul de comedie Răzbunare (2022). De asemenea, Rae va fi vocea lui Jessica Drew / Spider-Woman în Spider-Man: Across the Spider-Verse (2023). Rae fost vocea personajului principal din scurtmetrajul Hair Love, care a câștigat Premiul Oscar pentru cel mai bun scurtmetraj animat în 2020.

## Biografie
Jo-Issa Rae Diop s-a născut în Los Angeles, California. Tatăl ei, Abdoulaye Diop, este un medic pediatru și neonatolog originar din Senegal, iar mama ei, Delyna Marie Diop (născută Hayward), este o profesoară originară din Louisiana. Părinții ei s-au întâlnit în Franța, când erau amândoi la școală. Ea are patru frați. Tatăl ei are un cabinet medical în Inglewood, California.
Pentru o scurtă perioadă din copilăria ei, Rae a locuit împreună cu familia în Dakar, Senegal. Ea a crescut în Potomac, Maryland⁠(d), unde a crescut cu „lucruri care nu sunt considerate negre, cum ar fi înotul sportiv, hochei stradal și cine de Paște Seder cu cei mai buni prieteni evrei”. Când Diop era în clasa a șasea, familia ei s-a mutat în cartierul bogat View Park-Windsor Hills din Los Angeles, unde a urmat un gimnaziu în care predominau elevii de culoare. Diop a absolvit Liceul de Medicină și Știință King Drew Magnet, unde a început să joace teatru. Părinții ei au divorțat când ea era în liceu. Diop vorbește fluent franceză.
În 2007, Diop a absolvit Universitatea Stanford cu o licență în studii africane și afro-americane. În timpul studenției a făcut videoclipuri muzicale, a scris și a regizat piese de teatru și, ca distracție, a creat o serie de filmulețe gen reality show numită Dorm Diaries. La Stanford, Diop a cunoscut-o pe Tracy Oliver, care a ajutat-o la producerea Awkward Black Girl și care a jucat în serial ca Nina.
După facultate, Diop a primit o bursă de teatru la The Public Theatre din New York. Oliver și Diop au început să ia cursuri împreună la Academia de Film din New York. Diop a avut slujbe temporare și la un moment nu reușea să se hotărască între a urma studii legate de afaceri și facultatea de drept. În cele din urmă a abandonat ambele idei când seria Awkward Black Girl a început să aibă succes în 2011.

## Carieră

### Awkward Black Girl/ Ciudatafată neagră
Serialul web a lui Rae Awkward Black Girl a avut premiera pe YouTube în 2011. Spectacolul urmărește viața lui J (interpretată de Rae) în timp ce interacționează cu colegii de muncă și cu interese amoroase care o plasează în situații incomode. Povestea este spusă printr-o narațiune la persoana întâi, deoarece J dezvăluie de obicei ce simte despre circumstanțele ei prin narație sau secvență de vis.
Serialul a devenit în cele din urmă viral, fiind promovat din gură în gură, postări pe blog și rețelele sociale, obținând o acoperire și în mass-media. În efortul de a finanța finalul primului sezon, Rae și producătoarea Tracy Oliver au decis să strângă bani pentru serial prin platforma de finanțare voluntară Kickstarter. Pe 11 august 2011, ei au strând 56.269 dolari din 1960 de donații și au lansat restul sezonului întâi pe canalul de YouTube al lui Rae.
Rae a colaborat cu Pharrell și a prezentat premiera sezonului doi al serialului pe canalul său de YouTube, iamOTHER. Rae a început, de asemenea, să lanseze și alt conținut original pe canalul ei, materialele fiind în principal realizate cu și de oameni de culoare.

În 2013, Awkward Black Girl a câștigat un premiu Shorty pentru cel mai bun show web. Rae a creat Awkward Black Girl pentru că a simțit că stereotipurile de la Hollywood ale femeilor afro-americane sunt limitative și nu se putea raporta la ele:
Întotdeauna am avut o problemă cu [ipoteza] că oamenii nu se pot identifica cu cei de culoare, și mai ales cu negrii. Știu că nu e așa.
Folosind YouTube ca forum, Rae a reușit să aibă autonomie în munca sa, deoarece a putut să scrie, aă filmeze, să producă și să editeze proiectele sale. Celelalte spectacole ale lui Rae — cum ar fi Ratchet Piece Theatre, The "F" Word, Roomieloverfriends și The Choir — se concentrează, de asemenea, pe experiențele afro-americane care adesea nu sunt descrise în mass-media.

### Insecure
În 2013, Rae a început să lucreze la un serial pilot de comedie împreună cu Larry Wilmore, serial în care Rae avea rolul principal. Serialul, despre experiențele incomode ale unei femei afro-americane contemporane, a fost în cele din urmă intitulat Insecure/Nesigură. HBO a preluat pilotul la începutul anului 2015 și, ulterior, și-a dat acordul pentru realizarea lui. De la lansarea sa în 2016, seria a primit aprecierile criticilor; Eric Deggans de la NPR a scris că „Rae a produs un serial care este resimțit ca fiind revoluționar prin faptul că face mișto de viața unei femei obișnuite, de douăzeci și ceva de ani, de culoare”.
În 2017, Institutul American de Film a selectat Insecure drept unul dintre primele 10 programe de televiziune ale anului. Pentru rolurile jucate în serial, Rae a primit două nominalizări la Globul de Aur pentru cea mai bună actriță – serial de televiziune muzical sau comedie în 2017 și 2018,, precum și o nominalizare la Primetime Emmy pentru cea mai bună actriță principală într-un serial de comedie în 2018.
În 2018, la cea de-a 77-a ediție anuală a premiilor Peabody, Insecure a fost onorat pentru „crearea unei serii care surprinde în mod autentic viețile tinerilor de zi cu zi, oameni de culoare din societatea modernă”.
Pe 14 noiembrie 2016, HBO a reînnoit serialul pentru un al doilea sezon. Al doilea sezon a avut premiera pe 23 iulie 2017. Pe 8 august 2017, a fost anunțat că serialul va continua și cu un al treilea sezon, care a avut premiera pe 12 august 2018. Sezonul cinci a avut premiera pe 24 octombrie 2021. Ultimul episod din Insecure a fost difuzat pe 26 decembrie 2021.

### Filmografie
Lansat în 2020, The Photograph/Fotografa urmărește călătoria personajului lui Issa, Mae Morton, și a personajului lui Lakeith Stanfield, Michael Block, în căutarea poveștii mamei lui Mae. În The New York Times a catalogat acest film drept „o poveste de dragoste de școală veche, fără inhibiții”. În The Empire s-a spus că „The Photograph este o poveste de dragoste afro-americană care, în cea mai mare parte, se simte identificabilă și adevărată”.
În filmul The Lovebirds regizat de Michael Showalter și lansat în 2020, Rae joacă rolul lui Leilani. În film joacă și Kumail Nanjiani, care îl interpretează pe Jibran, iubitul lui Leilani. De-a lungul filmului, cuplul se luptă să-și mențină relația și în acest timp se confruntă cu o crimă și multe peripeții.

### Carte
Prima carte a lui Rae, o carte de memorii intitulată The Misadventures of Awkward Black Girl, a fost lansată în 2015 și a devenit un best-seller New York Times. În carte, ea își povestește viața printr-o serie de anecdote pline de umor și prezintă lupta ei personală cu faptul că uneori nu era considerată „suficient de neagră”.

### Alte proiecte
Pe 11 octombrie 2019, Google a anunțat că Rae va fi o voce suplimentară pentru Asistentul Google. Utilizatorii puteau face Asistentul Google să vorbească cu vocea lui Rae spunând „Ok Google, vorbește ca Issa”. Vocea lui Issa ca Asistent Google a fost disponibilă până vineri, 1 octombrie 2021.
Tot în 2019, Rae, prin noua ei casă de discuri „Raedio”, a colaborat cu Atlantic Records pentru a produce „Kinda Love” al cântărețului-rapper TeaMarrr.
În martie 2021, compania de producție a lui Rae, Hoorae, a semnat un contract de film și televiziune pe cinci ani cu WarnerMedia. În 2021, Sweet Life: Los Angeles, un program de televiziune reality show creat de Rae, a fost produs ca parte a acestei înțelegeri.

## Viața personală
Numele de naștere al lui Rae, Jo-Issa, provine dintr-o combinație a numelor bunicilor ei: Joyce și Isseu. Numele ei de mijloc, Rae, este după o mătușă, care era artistă.
Rae s-a căsătorit cu partenerul ei de mult timp, Louis Diame, un om de afaceri senegalez, într-o ceremonie privată în Franța, în iulie 2021. Rae și-a purtat pentru prima dată inelul de logodnă public pe coperta revistei Essence din aprilie 2019.

### Activism
Rae și-a folosit platforma pentru a atrage atenția asupra violenței și brutalității poliției împotriva afro-americanilor. După împușcarea lui Alton Sterling în 2016, ea a strâns 700.000 de dolari pentru Sterling Family Trust pentru a-i ajuta pe copiii lui Sterling să urmeze o facultate.
Rae este o susținătoare a drepturilor civile și a mișcărilor pentru drepturile femeilor. Munca ei include teme de egalitate și justiție socială. Ea lucrează îndeaproape cu organizații precum ACLU, BLD PWR și Black Lives Matter.
Serialul ei Insecure a schimbat percepția publicului asupra comunității din partea de sud a Los Angeles prin promovarea afacerilor deținute de cei de culoare.

## În media
În 2012, Rae a fost inclusă pe lista anuală Forbes „30 Under 30 ” în secțiunea industriei de divertisment.
În mai 2015, Rae a apărut pe coperta revistei Essence Game Changers, alături de Shonda Rhimes, Ava DuVernay, Debbie Allen și Mara Brock Akil. Rae și-a exprimat dorința ca mai mulți oameni de culoare să fie angrenați în procesul de producție din spatele scenei pentru a avea un impact de durată în industria televiziunii.
Pe covorul roșu de la Premiile Emmy din 2017, Rae le-a spus reporterilor: „Țin cu toți negrii”. Citatul a devenit viral și a apărut pe tricouri și în piesa „Sue Me” a rapperului Wale.